# Diploschistes candidissimus
Diploschistes candidissimus är en lavart som först beskrevs av Kremp., och fick sitt nu gällande namn av Alexander Zahlbruckner 1924. Diploschistes candidissimus ingår i släktet Diploschistes och familjen Thelotremataceae.   Inga underarter finns listade i Catalogue of Life.